# Atílio Munari
Atílio Munari (1901 - 1941) foi um paleontólogo brasileiro.

## Biografia
Atílio Munari nasceu na cidade de Santa Maria, no Rio Grande do Sul, Brasil.
Vivia próximo ao sitio da Alemoa e aos 14 anos passou a conviver com o cientista H. Lotz, um paleontólogo alemão, que lhe ensinou a coletar e preparar fósseis. Muitos dos fósseis que Munairi coletou estão hoje no Rio de Janeiro, Porto Alegre e Santa Maria. Auxiliou muito aos paleontólogos que passaram pela cidade de Santa Maria. 
Em sua homenagem a Vila Schirmer, onde vivia, recebeu uma rua com seu nome. Foi sepultado no Cemitério São José, próximo de onde coletava fósseis.